# 삼광작전
삼광 작전(三光作戦)은 제2차 세계 대전 중 중화민국에서 채택된 일본의 초토화 정책으로, "모두 죽이고, 모두 태우고, 모두 약탈한다"는 세 가지 "모두"를 의미한다. 이 정책은 1940년 12월 중국공산당 주도의 백단대전에 대한 중국의 보복으로 고안되었다.
"삼광"이라는 중국어 표현은 일본에서 1957년 푸순 전범 관리소에서 풀려난 전 일본군 병사들이 "삼광: 중국에서의 일본 전쟁범죄 고백"(三光、日本人の中国における戦争犯罪の告白 (Sankō, Nihonjin no Chūgoku ni okeru sensō hanzai no kokuhaku))이라는 책(신판: 간키 하루오, 1979)을 출간하면서 처음 대중화되었는데, 이 책에서 일본 참전용사들은 오카무라 야스지 장군의 지휘 하에 저지른 일본의 전쟁 범죄를 고백했다. 출판사는 일본 군국주의자들과 초국수주의자들로부터 살해 협박을 받은 후 책의 출판을 중단해야 했다.

## 설명

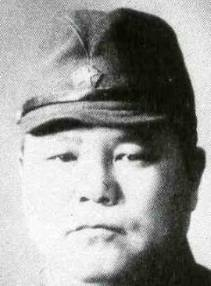
1972년에 사망한 다나카 류키치 장군.

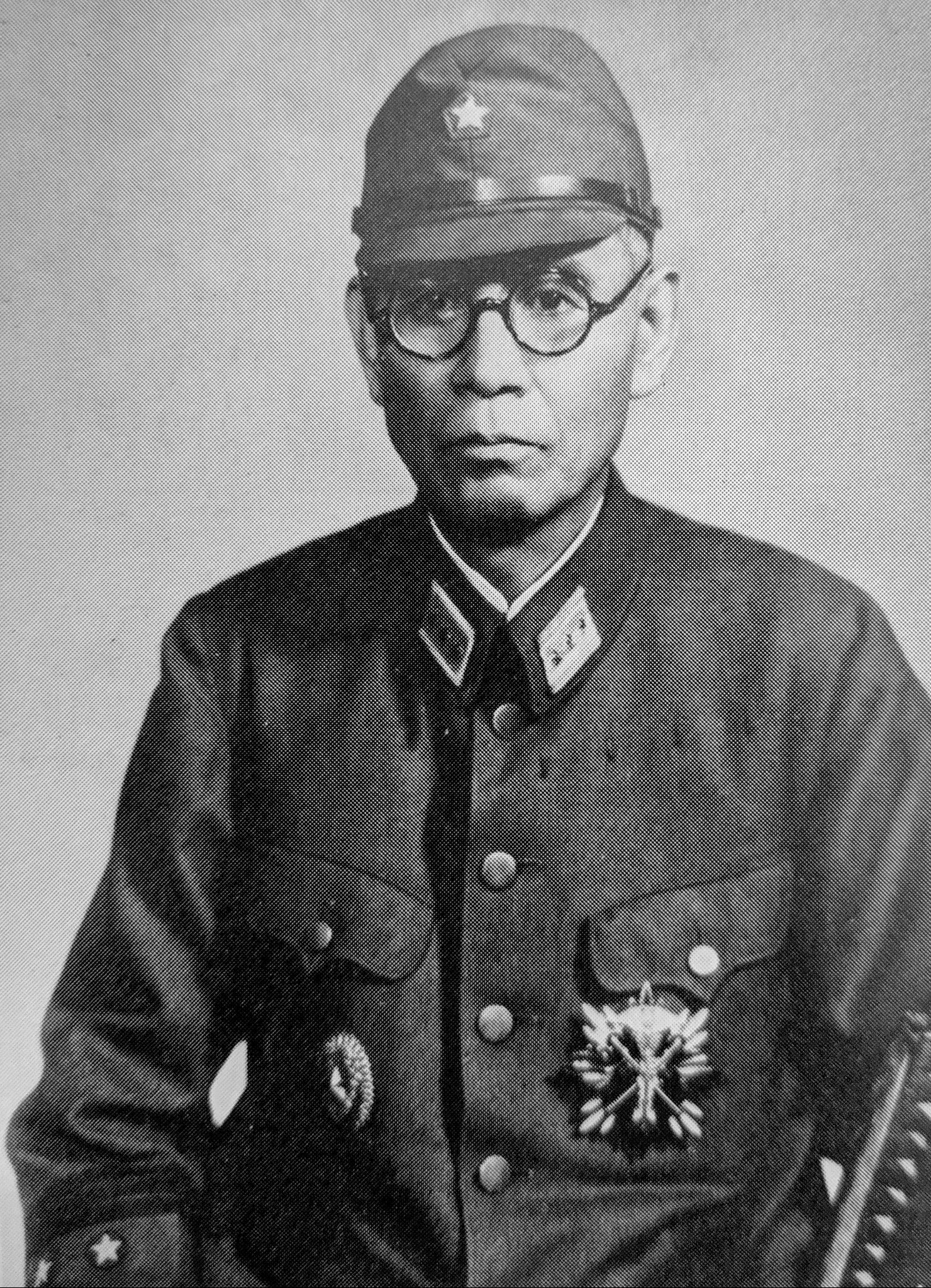
1966년에 사망한 오카무라 야스지 장군.

미국 역사학자 허버트 빅스에 따르면, 삼광 작전 정책의 원형은 1938년 후반에 화베이 방면군이 허베이성에서 활발한 게릴라 저항을 진압하기 위해 시작한 "섬멸 작전"이었다. 쇼와 천황은 1938년 12월 2일 명령으로 이를 승인했다. 일본 제국 육군은 항상 국민혁명군과 중국국민당 정권에 충성하는 다른 세력을 중국의 주요 적으로 보았고 중국 공산군을 무시하는 경향이 있었으며, 1940년 중반까지 공산당은 중국 농촌의 광대한 지역을 통제하며 수백만 명의 사람들을 통치했다. 1940년 8월, 팔로군(홍군에서 창설됨)은 화베이 지역의 교량, 철도, 광산, 봉쇄된 가옥 및 전화선을 목표로 하는 공격인 "백단대전"을 시작하여 광범위한 피해를 입혔다. "백단대전" 공세에 대응하여 화베이 방면군을 지휘하던 다나카 류키치 장군은 "적이 다시는 사용할 수 없도록" 공산군 기지 지역을 "완전히 섬멸"하기 위한 계획을 고안했다.
1940년 다나카 류키치 소장에 의해 시작된 삼광 작전은 1942년 오카무라 야스지 장군에 의해 화베이에서 전면적으로 시행되었는데, 그는 5개 성(허베이성, 산둥성, 산시성 (섬서성), 산시성 (산서성), 차하얼성)의 영토를 "진압된", "반진압된", "미진압된" 지역으로 나누었다. 이 정책의 승인은 1941년 12월 3일 대본영 제575호 명령으로 내려졌다. 오카무라의 전략은 마을을 불태우고, 곡물을 몰수하고, 농민들을 동원하여 집단 마을을 건설하는 것을 포함했다. 또한 게릴라의 이동을 막기 위해 광대한 참호선과 수천 마일에 달하는 방벽과 해자, 감시탑, 도로를 건설하는 데 중점을 두었다. 이러한 작전은 "현지인으로 위장한 적"과 "적으로 의심되는 15세에서 60세 사이의 모든 남성"을 파괴 대상으로 삼았다.
1996년에 발표된 연구에서 역사학자 히메타 미쓰요시는 쇼와 천황 자신이 승인한 삼광 정책이 "270만 명 이상"의 중국인 민간인 사망에 직간접적인 책임이 있다고 주장한다. 히메타와 후지하라 아키라의 연구를 바탕으로 허버트 P. 빅스는 Sankō Sakusen이 난징 대학살을 수적으로 뿐만 아니라 잔혹성에서도 훨씬 능가했다고 썼다. "이러한 군사 작전은 나중에 전쟁을 상징하게 된 난징에서의 완전히 무계획적인 살육의 난폭함보다 비교할 수 없을 정도로 큰 규모의 죽음과 고통을 야기했다." 일본 전략의 효과는 민간인으로 위장하거나 민간인을 일본 공격에 대한 억지력으로 사용하는 중국군 전술에 의해 더욱 악화되었다. 일부 지역에서 일본군은 당시 서명하기를 거부한 국제 협정을 위반하여 민간인들에게 화학전을 사용하기도 했다.

### 베트남에서의 삼광 작전
일본은 1945년 3월 9일 프랑스 정부를 대체하고 프랑스 소유 재산을 강탈하고 박장과 박깐에서 시계, 연필, 자전거, 돈, 의류를 훔치는 등 베트남인들을 더욱 노골적으로 약탈하기 시작했다. 비엣민은 일본의 전투 중단 및 일본 지원 요구를 거부했고, 일본은 베트남인들에게 삼광 정책(San Kuang)을 시행하여 베트남 여성들을 약탈하고, 불태우고, 살해하고, 강간했다. 베트남인들은 일본인들을 "작은 괴물"(왜 (일본))이라고 불렀으며, 일본인들은 태원성 딘호아, 보냐이, 흥선에서 이러한 잔혹 행위를 저질렀다.
1970년 8월 17일, 북베트남 인민의회 의장 쯔엉 찐은 하노이에서 발행되는 노동신문(Nhan Dan)에 "우리 인민에 대한 일본 해적의 정책"이라는 제목의 베트남어 기사를 다시 게재했다. 이 기사는 1945년 8월 공산주의 잡지(Tap Chi Cong San) 제3호에 같은 제목으로 쓴 그의 원본 기사를 재인쇄한 것으로, 1945년 북베트남 인민에 대한 약탈, 학살, 강간 등 일본의 잔혹 행위를 묘사하고 있다. 그는 일본이 도조 히데키에 의해 선포된 대동아공영권으로 베트남을 프랑스로부터 해방시켰다는 주장을 비난하며, 일본이 사당, 사찰, 계란, 채소, 짚, 쌀, 닭, 돼지, 소, 차량, 집을 약탈하고 땅을 훔치고 군사 기지와 비행장을 건설하며 안남과 통킹에서 땅콩과 황마 재배를 위해 목화밭과 채소밭을 파괴한 방법을 언급했다.
일본군은 라오스 사람들이 베트남인들을 죽이도록 선동함으로써 베트남인들을 프랑스에 대항하고 라오스인들을 베트남에 대항하게 만들려고 했다. 라오스인들은 루앙프라방에서 7명의 베트남 관리를 살해했고, 일본군이 루앙프라방을 점령했을 때 라오스 청년들은 반베트남 단체에 모집되었다. 일본군은 프랑스군이 베트남인들을 학살하고 있다는 거짓 소문을 퍼뜨려 베트남인들이 일본군의 잔혹 행위에서 주의를 돌리게 했다.
일본군은 베트남인들을 쿨리 노동에 강제하고 세금과 쌀을 징수하며, 쩐쫑낌이 운영하는 꼭두각시 정부와 함께 반일 베트남인들을 체포하기 위해 Vietnam Pao ve doan(베트남 보호 단체)과 Vietnam Ai quoc doan(베트남 애국 단체)와 같은 비엣민 공산주의자들을 견제할 단체들을 만들었다.
일본군은 꼭두각시 Vietnam Phuc quoc quan(베트남 부흥군)을 만들었고, 비엣민으로 위장하여 친일 베트남인 반역자들의 재산 재분배 및 몰수를 방해하고, 그들에게서 편지를 받은 사람들을 공격하고, 반프랑스 집회와 쯩 자매 축하 행사를 조직했다. 일본군 병사들은 전투 중에 비엣민 깃발과 갈색 바지를 입고 비엣민 기지에 침투하려고 했다.
일본군은 베트남인들을 살해하고, 약탈하고, 강간했으며, 무도에 따라 굶주리고 있던 베트남인들이 빵과 옥수수를 훔쳤다는 이유로 참수했다. 그들은 하노이에서 자정 후에 병원 경비 임무를 마치고 집으로 돌아오던 베트남 약학도 한 명을 그의 집 밖에서 총살했고, 같은 도시에서 정치 사건 피고인 한 명을 총살했다. 태원성 보냐이에서는 베트남 보트 제작자 한 명이 비엣민 게릴라를 돕는다는 의심을 받고 일본군에 의해 강에 던져지고 배를 찔렸다. 일본군은 태원성의 다이투 시장의 복부를 찢고 거꾸로 매달기도 했다. 일본군은 또한 협조하지 않는 하노이의 수천 명을 구타했다. 일본군 장교들은 병사들에게 베트남인들을 참수하고 불태우라고 명령했다.
어떤 이들은 일본군에 있는 대만인과 중국인(만주인) 병사들이 베트남인에 대한 잔혹 행위에 참여했다고 주장했지만, 쯔엉 찐은 대만인과 만주인 병사들이 강간과 살인을 저질렀다 하더라도 그들의 일본인 장교들이 명령을 내리고 그들과 함께 참여했다고 말했다. 쯔엉 찐은 일본이 아시아인들을 자신들의 시장을 위해 약탈하고 미국과 영국으로부터 빼앗으려 했으며, 베트남을 해방할 의도가 없는 제국주의자들이었다고 말했다.
쯔엉 찐은 1945년 9월 12일 해방 깃발(Co Giai Phong) 16호에 또 다른 기사를 썼는데, 이 기사는 1970년 8월 16일 노동신문(Nhan Dan)에도 재인쇄되었다. 그는 일본이 1945년 8월 15일에 항복한 후, 비엣민이 일본군을 공격하고 학살하며 1945년 8월 19일에 전국적인 봉기로 무장 해제하기 시작한 후의 8월 혁명을 기념했다. 일본군은 이미 프랑스군을 무장 해제했고 일본군 스스로도 사기를 잃었기 때문에 비엣민은 일본군을 공격한 후 통제권을 장악할 수 있었다. 비엣민은 1944년에 전투를 시작했는데, 1944년 10월 딘카에서 프랑스군이 공격을 받았고 1944년 11월 까오방과 박깐에서 베트콩이 프랑스군을 공격했으며 프랑스군과 일본군이 1945년 3월 9일에 서로 싸웠으므로, 통킹에서는 베트콩이 프랑스군을 무장 해제하고 일본군을 공격하기 시작했다. 꽝응아이, 바또, 옌바이, 응이아로에서는 일본군을 탈출한 정치범들이 흐몽족 부족민들에게 공격을 받았고, 호아빈과 랑선에서는 므엉족 부족민들에게 공격을 받았다. 비엣민은 1945년 3월 9일 이후 2주 만에 통킹의 6개 성을 장악했다. 비엣민은 1945년 3월 9일부터 1945년 8월 19일까지 많은 희생자를 낸 일본군에 대한 잔혹한 작전을 이끌었다. 쯔엉 찐은 쑨원(Sun Yatsen)의 인용문으로 기사를 마무리했다. "혁명은 아직 끝나지 않았다. 모든 동지들은 전력을 다해 계속 노력해야 한다!"
1945년 4월 15~20일 하노이에서 열린 비엣민의 통킹 혁명 군사 회의는 1970년 8월 25일 노동신문(Nhan Dan) 1~4페이지에 재인쇄된 결의안을 발표했다. 이 결의안은 베트남의 과거 영웅들의 이름을 딴 7개 전쟁 구역을 베트남 전역에 설정하여 일본에 대한 총봉기, 저항 및 게릴라전을 촉구하고, 일본에 대한 폭력 저항만이 유일한 길임을 사람들에게 설명하기 위한 선전을 촉구하며, 일본에 봉사하는 베트남 꼭두각시 정부를 폭로할 것을 요구했다. 회의는 또한 선전가를 양성하고 여성들이 군사 선전을 전파하며, 중국어 전단지와 일본어 선전을 통해 일본군 병사들을 목표로 할 것을 요구했다. 비엣민의 베트남 해방군은 "일본에 대한 저항"(Khang Nhat) 신문을 발행했다. 그들은 또한 베트남에 거주하는 화교들을 자신들의 대의에 모집하기 위해 전단지를 보내 "중국-베트남 연합 반일 단체"를 결성할 것을 요구했다. 결의안은 베트남에 있는 프랑스인들에게 베트남 독립을 인정하도록 강제하고, 드골 프랑스(연합국 프랑스)에게 베트남 독립을 인정하고 일본에 대항하여 협력할 것을 요구했다.
일본군은 베트남 여성들을 위안부로 강제했으며, 미얀마, 인도네시아, 태국, 필리핀 여성들과 함께 아시아 위안부의 상당 부분을 차지했다. 일본군이 말레이시아와 베트남 여성을 위안부로 사용했다는 것은 증언으로 입증되었다. 말레이시아, 인도네시아, 필리핀, 버마, 태국, 캄보디아, 베트남, 북한, 한국에 위안소들이 있었다. 김춘희라는 이름의 한국인 위안부는 베트남에 남아 1963년 44세의 나이로 사망했으며, 낙농장, 카페, 미국 달러 현금, 20만 달러 상당의 다이아몬드를 소유하고 있었다. 토머스 U. 버거에 따르면 제2차 세계 대전 중 100만 명의 베트남인이 굶어 죽었다. 베트남은 20억 달러(1945년 가치) 상당의 피해를 입었으며, 그 중 1억 4800만 달러는 산업 시설 파괴로 인한 것이었다. 중장비와 오토바이, 자동차의 90%, 그리고 16톤의 정크선뿐만 아니라 철도, 항만 시설도 파괴되었고 다리의 3분의 1도 파괴되었다. 일부 일본군 병사들은 응우옌 티 쑤안과 같은 베트남 여성들과 결혼했고 응우옌 티 투와도 결혼하여 베트남에 남은 베트남 여성들과 여러 자녀를 두었으며, 일본군 병사들은 1955년에 일본으로 돌아갔다. 베트남의 공식 역사 서술은 그들을 강간과 매춘으로 태어난 자녀로 본다.
2000년 3월 25일, 베트남 언론인 쩐 쿠에는 "민주주의: 민족과 시대의 문제"(Dân chủ: Vấn đề của dân tộc và thời đại)라는 기사를 썼는데, 여기서 그는 호치민 시 사회과학원의 딘 반 리엔 박사와 막 드엉 교수와 같은 민족지학자와 역사학자들을 맹비난했다. 이들은 일본이 북베트남에 대항하는 남베트남 정권에 대한 일본의 원조를 인도적 원조로 묘사하고, 일본의 기근으로 사망한 베트남인의 사망자 수를 200만 명에서 100만 명으로 변경하고, 일본의 침략을 단순히 "주둔"이라고 부르며 베트남-일본 국제 회의에서 일본 파시스트들을 단순히 일본인이라고 부르는 등 일본의 베트남인에 대한 잔혹 행위를 미화하려고 시도했다. 그는 그들이 단 몇만 달러를 대가로 역사를 바꾸었다고 비난했으며, 하노이의 국제 베트남학회 이사회에는 베트남 여성이 한 명도 포함되지 않았다. 베트남인 교수 반 타오와 일본인 교수 후루타 모토는 1945년 일본이 유발한 기근에 대한 현장 연구를 수행하여 일본이 기근으로 200만 명의 베트남인을 죽였다는 사실을 인정했다.

### 대중 문화
1938년부터 1945년까지 일본의 침략을 다룬 2008년 영화 황시 (영화)는 부분적으로 삼광 작전을 배경으로 한다.

### 참고 문헌
- Bix, Herbert P. (2000). 《Hirohito and the making of modern Japan》 1판. New York, NY: 하퍼콜린스. ISBN 0-06-019314-X. OCLC 43031388.
- Min, Pyong Gap (2021). 《Korean "Comfort Women": Military Brothels, Brutality, and the Redress Movement》. Genocide, Political Violence, Human Rights. 럿거스 대학교 출판부. ISBN 978-1978814981.

## 더 읽어보기
- 후지와라 아키라 (藤原彰). 삼광 작전과 화베이 방면군 (「三光作戦」と北支那方面軍), 계간 센소 세키닌 연구 20, 1998.
- Harries, Meirion (1994). 《Soldiers of the Sun: The Rise and Fall of the Imperial Japanese Army》 Reprint판. New York: 랜덤하우스. ISBN 0-679-75303-6.